# Stephen Fry

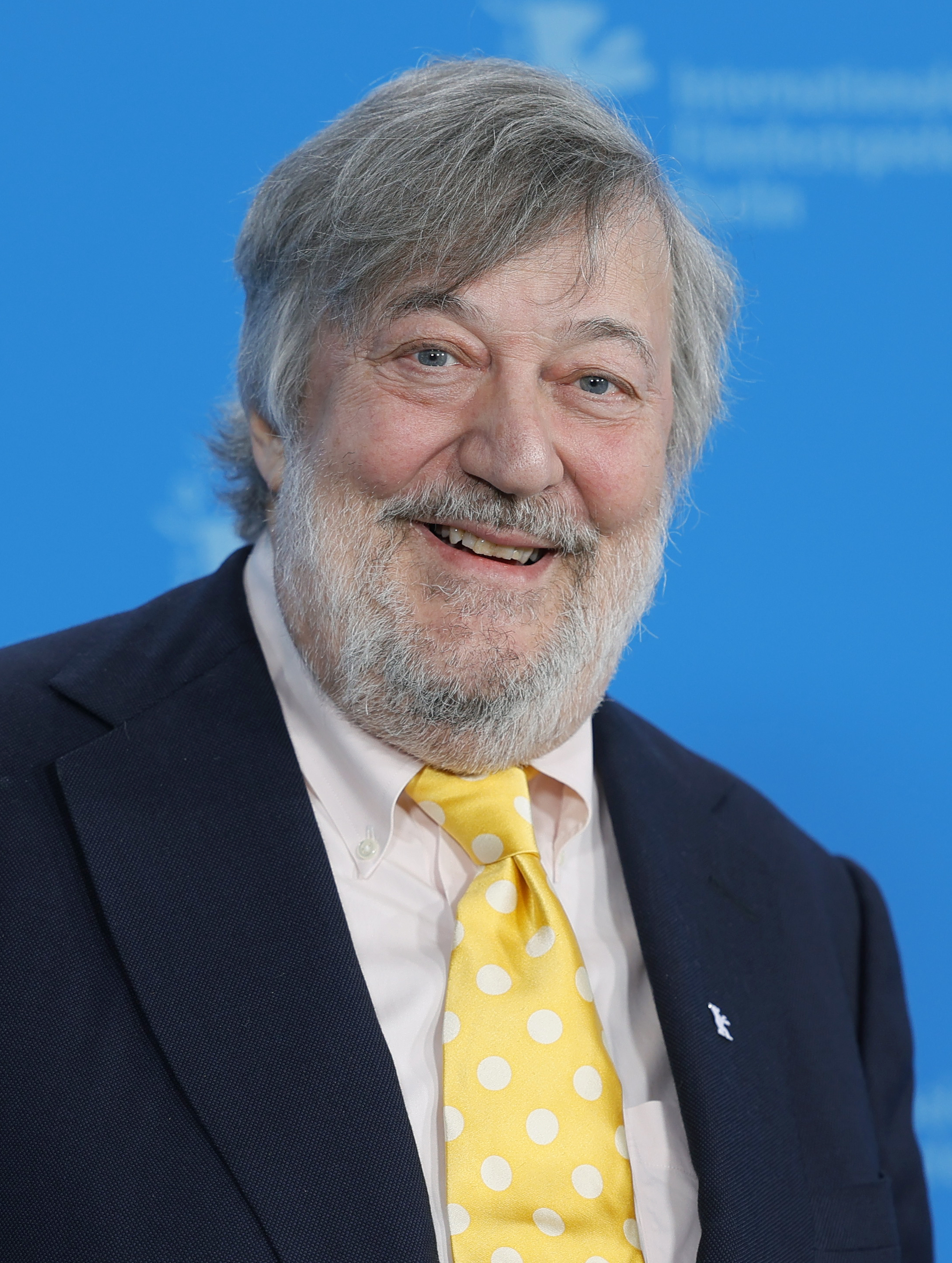
Stephen Fry (2024)

Sir Stephen John Fry (* 24. August 1957 in Hampstead, London) ist ein britisch-österreichischer Schriftsteller, Drehbuchautor, Schauspieler, Regisseur, Journalist, Dichter, Komiker und Fernsehmoderator.

## Leben und Werk
Fry wurde als Sohn des Physikers und Erfinders Alan John Fry und dessen Ehefrau Marianne Neumann (später anglisiert: Newman), der Tochter von österreichisch-jüdischen Flüchtlingen, geboren. Im Alter von sechs Jahren brach er sich auf einem Spielplatz die Nase, die seither schief ist.
Er besuchte mehrere private Internate: zunächst die Cawston Primary School in Norfolk, dann die Stouts Hill Preparatory School in den Cotswolds und die Uppingham School in Rutland. Nachdem Fry die Uppingham School aufgrund eines Schulverweises hatte verlassen müssen, wechselte er zum Paston College in Norfolk. Auch dort wurde er der Schule verwiesen. Er setzte seine A-Level-Ausbildung an einer öffentlichen Schule fort, dem Norfolk College of Arts and Technology in King’s Lynn. Die Abschlussprüfung bestand er nicht. Im Alter von 18 Jahren wurde Fry wegen Kreditkartenbetrugs straffällig: Er hatte die Kreditkarte eines Bekannten der Familie an sich genommen und verwendet. Fry wurde dafür zu drei Monaten Haft verurteilt, die er im Gefängnis von Pucklechurch absaß. Danach legte er seinen A-Level-Abschluss am Norwich City College ab. Zugleich bereitete er sich auf das Cambridge Entrance Exam vor, das er so gut bestand, dass er ein Stipendium für den Besuch des Queens’ College in Cambridge erhielt. Dort erwarb er einen Abschluss in englischer Literatur.
Während seiner Zeit in Cambridge kam er zum dort aktiven Theaterclub Cambridge Footlights, bei denen er unter anderem Hugh Laurie und Emma Thompson kennenlernte. Dem Studium folgte eine Karriere als Schauspieler und Komiker, wobei Fry mehrfach mit seinem Freund Hugh Laurie für das britische Fernsehen zusammenarbeitete. Von 1986 bis 1995 bildeten Laurie und Fry in der BBC-Sketch-Serie A Bit of Fry & Laurie ein Duo. Von 1986 bis 1989 traten beide auch regelmäßig in Rowan Atkinsons Comedy-Serie Blackadder auf. Fry und Laurie spielten 1990 bis 1993 die Hauptrollen in der BBC-Serie Jeeves and Wooster nach den Erzählungen des Schriftstellers P. G. Wodehouse.
Fry ist ein Anhänger Wodehouses, dessen Humor und Sprache daher Einfluss auf Frys eigenes Schaffen als Schriftsteller haben. 1991 erschien Frys erster Roman The Liar (deutsch: Der Lügner), in dem er eigene Erlebnisse aus seiner Internats- und Universitätszeit verarbeitet.
Bis Mitte der 1990er Jahre nannte Fry sich einen „offen zölibatär lebenden Briten“. 1996 lernte er den Mann kennen, der sein Lebensgefährte wurde, und outete sich als schwul. 2010 trennte sich das Paar. Am 17. Januar 2015 heiratete Fry seinen neuen Partner, den Comedian Elliott Spencer.
Stephen Fry las die britischen Hörbuchversionen von Joanne K. Rowlings Harry-Potter-Büchern und Douglas Adams’ Per Anhalter durch die Galaxis. Außerdem sprach er die Rolle von Pu der Bär in der englischen Hörspielfassung von 1997 des Kinderbuchs von Alan Alexander Milne.
2003 wurde Fry vom Observer zu den 50 Funniest Acts in British Comedy gezählt und war für eine Amtszeit Lord Rector der University of Dundee, deren Club der Studierendenvereinigung nach seinem ersten Roman The Liar Bar benannt wurde. Seit 2005 ist Fry Ehrenpräsident der Cambridge University Quiz Society und war viele Jahre Gastgeber der British Academy Film Awards. Von August 2010 bis Januar 2016 war er Verwaltungsratsmitglied (englisch director) beim englischen Fußballverein Norwich City.
In der Öffentlichkeit ist Fry außerdem als Vertreter des Atheismus und als Kritiker organisierter Religionen präsent. Dabei betont er wiederholt, er wolle niemandem seinen Glauben absprechen und es liege ihm fern, anderen Menschen den Trost oder die Freude zu nehmen, die sie in ihrem individuellen Glauben suchen und finden mögen. Gleichzeitig positioniert er sich klar gegen jede Form von institutionalisiertem Glauben, wenn dieser dogmatisch argumentiert oder verletzende Aussagen und Handlungen unterstützt. Auf dieser Basis wendet er sich insbesondere gegen die katholische, aber auch andere christliche Kirchen mit der Anklage, sie hätten sich durch Machtgier und Verblendung derart weit von ihrer ursprünglichen Lehre entfernt, dass der aufrührerische und zugleich so konsequent bescheidene Zimmermann aus Nazareth namens Jesus niemals einen Fuß in die heutige Kirche setzen könnte, ohne geächtet, exkommuniziert und ausgestoßen zu werden. Wenn er auch persönlich nicht an einen Gott glauben kann, so zollt er doch dem historischen und biblischen Jesus von Nazareth großen Respekt als Vorbild für die Menschheit damals wie heute. 2017 wurde gegen ihn in Irland ein Strafverfahren wegen Blasphemie eröffnet, aber wenig später wieder eingestellt. Fry hatte in einem Fernsehinterview erklärt, wenn es einen Gott gäbe, so müsse man angesichts des nicht von Menschen verursachten Leidens in der Welt feststellen, dass er offensichtlich entweder „böse“, „selbstsüchtig“ oder „verrückt“ sei.
Von 2003 bis März 2016 moderierte Fry die BBC-Panel-Show QI („Quite Interesting“), in der es darum geht, die gestellten Fragen möglichst interessant zu beantworten. Daneben hatte er häufige Gastauftritte als Mitglied von Rateteams anderer Quizsendungen. In Peter Jacksons Verfilmung des Tolkien-Romans Der Hobbit spielte er den Bürgermeister von Esgaroth.
2006 drehte Fry eine Dokumentation für die BBC über manische Depression, von der er selbst betroffen ist. 2012 überlebte er einen Suizidversuch, weil ihn sein Produzent noch rechtzeitig – obwohl bereits bewusstlos – auffand. Im Februar 2018 gab Fry bekannt, an Prostatakrebs erkrankt zu sein.
Nach einer Gesetzesnovelle im Jahr 2020 erhielt er als Nachfahre von NS-Vertriebenen die österreichische Staatsbürgerschaft und rief im Sommer 2024 in Österreich auf, das Wahlrecht durch Stimmabgabe zu nutzen. Im Januar 2025 wurde er zum Ritter geschlagen und damit in den nicht-erblichen Adelsstand erhoben.
Fry fuhr privat lange ein altes Londoner Taxi. Nachdem es von Unbekannten demoliert worden war, stieg er auf ein anderes Automodell um.
Zu den deutschen Synchronsprechern für Frys Rollen zählen Hubertus Bengsch, Peter Kirchberger, Dennis Brandau und Frank-Otto Schenk.

## Werke (Auswahl)
- Der Lügner. Roman. Haffmans, Zürich 1994, ISBN 3-251-00240-6 (britisches Englisch: The Liar. Übersetzt von Ulrich Blumenbach).
- Das Nilpferd. Roman. Haffmans, Zürich 1994, ISBN 3-251-00243-0 (britisches Englisch: The Hippopotamus. Übersetzt von Ulrich Blumenbach).
- Paperweight. Haffmans, Zürich 1996, ISBN 3-251-00309-7 (britisches Englisch: Paperweight. Übersetzt von Ulrich Blumenbach).
- Geschichte machen. Haffmans, Zürich 1997, ISBN 3-251-00365-8 (britisches Englisch: Making History. Übersetzt von Ulrich Blumenbach).
- Columbus war ein Engländer. Geschichte einer Jugend. Haffmans, Zürich 1998, ISBN 3-251-00407-7 (britisches Englisch: Moab Is My Washpot. Übersetzt von Georg Deggerich).
- Wilde mimen oder Oscar spielen. Haffmans, Zürich 1999, DNB 958315116.
- Der Sterne Tennisbälle. Roman. Aufbau-Verlag, Berlin 2001, ISBN 3-351-02929-2 (britisches Englisch: The Stars’ Tennis Balls. Übersetzt von Ulrich Blumenbach).
- Feigen, die fusseln. Entfessle den Dichter in dir. Aufbau-Verlag, Berlin 2008, ISBN 978-3-351-03232-6 (britisches Englisch: The Ode Less Travelled. Übersetzt von Birke Bossmann).
- Ich bin so Fry. Meine goldenen Jahre. Aufbau-Verlag, Berlin 2011, ISBN 978-3-351-02733-9 (britisches Englisch: The Fry Chronicles. Übersetzt von Teja Schwaner).
- Darling, fesselst du schon mal die Kinder? Das heimliche Tagebuch der Edna Fry. Aufbau-Verlag, Berlin 2012, ISBN 978-3-351-03388-0 (britisches Englisch: Mrs Fry’s Diary. Übersetzt von Ulrike Blumenbach).
- Mythos. Was uns die Götter heute sagen. Aufbau-Verlag, Berlin 2018, ISBN 978-3-351-03731-4 (britisches Englisch: Mythos. A Retelling of the Myths of Ancient Greece. Übersetzt von Matthias Frings).
- Helden. Die klassischen Sagen der Antike neu erzählt. Berlin 2020, ISBN 978-3-7466-3732-7 (britisches Englisch: Heroes. The myths of the Ancient Greek heroes retold. Übersetzt von Matthias Frings).
- Troja. Von Göttern und Menschen, Liebe und Hass. Berlin 2022, ISBN 978-3-351-03927-1 (britisches Englisch: Troy. Our Greatest Story Retold. Übersetzt von Matthias Frings).

Drehbücher und Stücke
- Latin or: Tobacco and Boys. 1979, gewann 1980 den First Fringe Prize beim Edinburgh Festival Fringe.
- Me and My Girl. 1984.
- Bright young Things. 2003.
- The Magic Flute. 2006, Regie: Kenneth Branagh.

Weitere Bücher
- Rescuing the Spectacled Bear. 2002.
- Stephen Fry’s Incomplete and Utter History of Classical Music. 2005.

## Filmografie (Auswahl)
Filme
- 1981: Die Stunde des Siegers (Chariots of Fire)
- 1988: Ein Fisch namens Wanda (A Fish Called Wanda)
- 1992: Peter’s Friends – Regie: Kenneth Branagh
- 1994: I.Q. – Liebe ist relativ (I.Q.)
- 1994: The Steal
- 1995: Eine Farm voller Verrückter (Cold Comfort Farm)
- 1997: Zivilprozess (A Civil Action)
- 1997: Spiceworld – Der Film (Spiceworld)
- 1997: Oscar Wilde (Wilde)
- 1998: Mord auf Sendung (In the Red)
- 1999: Was geschah mit Harold Smith? (Whatever Happened to Harold Smith?)
- 2000: Love Affairs (Londinium)
- 2000: In „bester“ Gesellschaft – Eine Familie zum Abgewöhnen (Relative Values)
- 2001: Gosford Park
- 2001: Die Entdeckung des Himmels (The Discovery of Heaven)
- 2002: Thunderpants
- 2003: Bright Young Things (auch Regie)
- 2003: Eine Affäre in Paris (Le Divorce)
- 2004: The Life and Death of Peter Sellers
- 2005: Tom Brown’s Schooldays
- 2005: Per Anhalter durch die Galaxis (The Hitchhiker’s Guide to the Galaxy)
- 2005: A Cock and Bull Story
- 2005: MirrorMask
- 2005: V wie Vendetta (V for Vendetta)
- 2006: Stormbreaker
- 2007: Die Girls von St. Trinian (St. Trinian’s)
- 2007: Eichmann
- 2009: House of Boys
- 2010: Alice im Wunderland (Alice in Wonderland, Stimme)
- 2011: Holy Flying Circus
- 2011: Die fantastische Welt der Borger (The Borrowers), TV
- 2011: Sherlock Holmes: Spiel im Schatten (Sherlock Holmes: A Game of Shadows)
- 2013: The Look of Love
- 2013: Der Hobbit: Smaugs Einöde (The Hobbit: The Desolation of Smaug)
- 2014: Der Hobbit: Die Schlacht der Fünf Heere (The Hobbit: The Battle of the Five Armies)
- 2015: Die Poesie des Unendlichen (The Man Who Knew Infinity)
- 2016: Alice im Wunderland: Hinter den Spiegeln (Alice Through the Looking Glass, Stimme von Grinsekatze Grinser)
- 2016: Love & Friendship
- 2019: Mister Link – Ein fellig verrücktes Abenteuer (Missing Link)
- 2023: Royal Blue (Red, White & Royal Blue)
- 2024: Treasure – Familie ist ein fremdes Land (Treasure)

Fernsehserien
- 1986–1989: Blackadder (13 Folgen)
- 1986–1995: A Bit of Fry & Laurie (26 Folgen)
- 1988, 1997: Whose Line Is It Anyway? (2 Folgen)
- 1990–1993: Jeeves and Wooster – Herr und Meister (Jeeves and Wooster, 23 Folgen)
- 1995: Inspektor Fowler – Härter als die Polizei erlaubt (The Thin Blue Line, Folge 1x06)
- 1990–2000: Unten am Fluss (Watership Down, Fernsehserie, 3 Folgen, Stimme)
- 2000: Gormenghast (Miniserie, 2 Folgen)
- 2003: Dr. Slippery (Folge 1x02)
- 2003–2005: Absolute Power (12 Folgen)
- 2003–2016: QI (Fernsehshow, Moderation)
- 2007–2009: Kingdom (18 Folgen)
- 2007–2009, 2017: Bones – Die Knochenjägerin (Bones, 6 Folgen)
- 2014: 24: Live Another Day (Miniserie, 8 Folgen)
- 2016: Yonderland (Folge 3x01)
- 2016–2017: The Great Indoors (13 Folgen)
- 2017: Veep – Die Vizepräsidentin (Veep, Folge 6x03)
- 2020: Doctor Who (Folge 12x01)
- 2020: Sex Education (Folge 2x08)
- 2021: It’s a Sin (2 Folgen)
- 2022–2024: Heartstopper (5 Folgen, Stimme)
- 2022: The Dropout (Fernsehserie, 4 Folgen)
- 2022: Sandman (3 Folgen)
- 2023: The Morning Show (Folge 3x02)
- 2023: Everything Now (5 Folgen)
- 2024: Star Wars: Skeleton Crew (Folge 1x07, Stimme)

Dokumentarfilme
- 2006: The Secret Life of the Manic Depressive
- 2007: HIV & Me
- 2008: Stephen Fry in America
- 2008: The Gutenberg Press: The Machine That Made Us (BBC)
- 2009: Last Chance To See
- 2010: Last Chance To See – Return of the Rhino
- 2010: Stephen Fry and the Great American Oil Spill (BBC)
- 2010: Fry And Laurie: Reunited (G.O.L.D., UK)
- 2010: Wagner & Me (BBC)
- 2011: Fry’s Planet Word (BBC)
- 2012: Stephen Fry: Gadget Man
- 2013: Stephen Fry: Out There
- 2014: Voll verzuckert (That Sugar Film)
- 2017: The Not So Secret Life of the Manic Depressive: Ten Years On
- 2022: Rückkehr nach Hogwarts (Harry Potter 20th Anniversary: Return to Hogwarts)

## Hörfunk (Auswahl)
- I’m Sorry I Haven’t a Clue mit Humphrey Lyttelton
- Just a Minute mit Nicholas Parsons
- Radioshow Saturday Night Fry (1988, BBC Radio 4)

## Hörbücher (Auswahl)
- 1997–2007: Joanne K. Rowling: Harry Potter:
  1. Teil 1: 1997: ...and the Philosopher’s Stone
  2. Teil 2: 1998: ...and the Chamber of Secrets
  3. Teil 3: 1999: ...and the Prisoner of Azkaban
  4. Teil 4: 2000: ...and the Goblet of Fire
  5. Teil 5: 2003: ...and the Order of the Phoenix
  6. Teil 6: 2005: ...and the Half-Blood Prince
  7. Teil 7: 2007: ...and the Deathly Hallows
- 2005: Douglas Adams: The Hitchhiker’s Guide to the Galaxy
- 2009: Oscar Wilde: Children’s Stories by Oscar Wilde
- 2016: Roald Dahl: The Enormous Crocodile
- 2016: Matt Haig: A Boy Called Christmas
- 2017: Ernest Bramah: The Tales of Max Carrados
- 2017: Arthur Conan Doyle: Sherlock Holmes – The Definitive Collection (Audible exclusive)
- 2021: The Sandman (Gilbert)

### Eigene Hörbücher
- 2010: The Hippopotamus
- 2010: The Fry Chronicles
- 2013: Stephen Fry in His Own Words
- 2014: More Fool Me
- 2017: Mythos
- 2018: Heroes

## Auszeichnungen
- 1999: Talkie Award für die Lesung von Harry Potter und der Stein der Weisen
- 2001: Gold Spoken Word Award für die Lesung von Harry Potter und der Gefangene von Askaban
- 2005: Honorary Fellow of Queens’ College
- 2006: Rose d’Or in der Kategorie Game-Show-Moderation für „QI“
- 2011: Freeman of the City of London[9]
- 2015: Benennung eines Asteroiden nach ihm: (5190) Fry
- 2024: Erhebung in den Ritterstand[10]